# 梶原正裕
梶原 正裕（かじはら まさひろ、1971年4月1日 - ）は、主にコンピューターゲームの音楽を手がける日本の作曲家。フリー。熊本県出身。ペンネームはKAJAまたはかぢゃぽん。

## 来歴
1989年に『夢幻戦士ヴァリスII』でデビュー。1990年代は、ガイナックスやナインライブスのゲームを多く手がけた。代表作は『プリンセスメーカー』シリーズ。FM音源ドライバー「PMD」を自らプログラムし、作曲などに使用。PMDは公開プログラムでもあり、PC-9801用FM音源ドライバーとしてFMPと並び称され、多くの音楽ファンに親しまれた。かつてパソコン通信で「PMD-BBS」を開局し、様々な音楽ファンと交流していた。同業でもある与猶啓至や荒川憲一と親交も深い。

## 作品

### コンピューターゲーム
- サイレントメビウス
- プリンセスメーカー
- プリンセスメーカー2
- プリンセスメーカー5
- プリンセスメーカー ゆめみる妖精
- プリンセスメーカー ゴー!ゴー!プリンセス
- プリンセスメーカー ポケット大作戦
- ふしぎの海のナディア
- トリガーハート エグゼリカ
- 夢幻戦士ヴァリスII
- 電脳学園III トップをねらえ!
- RUSTY
- Rema the truth
- Missing Blue
- グランシード
- テラ・ファンタスティカ
- タスクフォースハリアーEX（佐藤天平と共同）
- 機動警察パトレイバー 狙われた街1990（佐藤天平と共同）
- ザ・スターボウリング1
- DIRT CHAMP
- とことこトラブル 地球イタダキ!
- 紅蓮
- ぱらパラ
- Rimlet
- 黒姫
- BLUELIGHT MAGIC
- 雪語り
- ファウスト
- 咎 〜ケガレタシズク〜
- ぱらパラR
- 月の雫
- トラブル・バスターズ
- STAY 〜あなたのとなりに〜
- プリズムロボのレーザーシューティング
- 8BIT MUSIC POWER

### TVCM・その他
- CR花満&オバケランド